# Geoffrey Wilkinson
Sir Geoffrey Wilkinson, född 14 juli 1921 i Springside nära Todmorden i Yorkshire, död 26 september 1996 i London, var en brittisk kemist. Han mottog Nobelpriset i kemi 1973 och var en ledamot i Royal Society från 1965.

## Biografi
Wilkinson var den förstfödda av tre syskon, vars far var en husmålare och mor en väverska. Han fick sin första introduktion till kemin vid en tidig ålder, genom sin morbror. Denne var en känd organist, vilken hade gift in sig i en familj som ägde ett kemiföretag. Företaget producerade kemikalier för användning inom läkemedelsindustrin. Wilkinson brukade leka i företagets laboratorium och följa med sin morbror på besök till andra kemiföretag.
Han började i grundskolan på den lokala skolan i Springside. Efter att ha mottagit ett stipendium började den unge Wilkinson på Todmorden Secondary School, där han fick sin gymnasiala utbildning. 1939 mottog han ännu ett stipendium av Royal Society, vilket gav honom möjligheten att studera vid Imperial College London. Han tog sin examen vid universitetet 1941, men stannade kvar och forskade under något års tid. 
1942 blev Wilkinson rekryterad till ett kärnkraftsprojekt, lett av professor Friedrich Paneth. Som del av projektet spenderade den nyexaminerade kemisten tre år i Kanada. 1946, vid slutet av projektet, började han istället jobba på UCL Berkley. Här studerade han främst uranisotoper.
Wilkinson återvände till England 1955, då han fick en position som professor oorganisk kemi vid sitt alma mater, Imperial College London. Här spenderade han resten av sitt arbetsliv. Större delen av hans forskning handlade om föreningar mellan övergångsmetaller och kolmonoxid. 
Kemisten blev utvald till Fellow of the Royal Society 1965. För sitt arbete med ferrocen och andra sandwichföreningar fick han år 1973, tillsammans med Ernst Otto Fischer, Nobelpriset i kemi och 1996 mottog han Davymedaljen. Han blev också dubbad till riddare 1976.